# Veillonella rodentium
Veillonella rodentium è una specie di batterio appartenente alla famiglia delle Acidaminococcaceae.